# Rödigen (Lehesten)

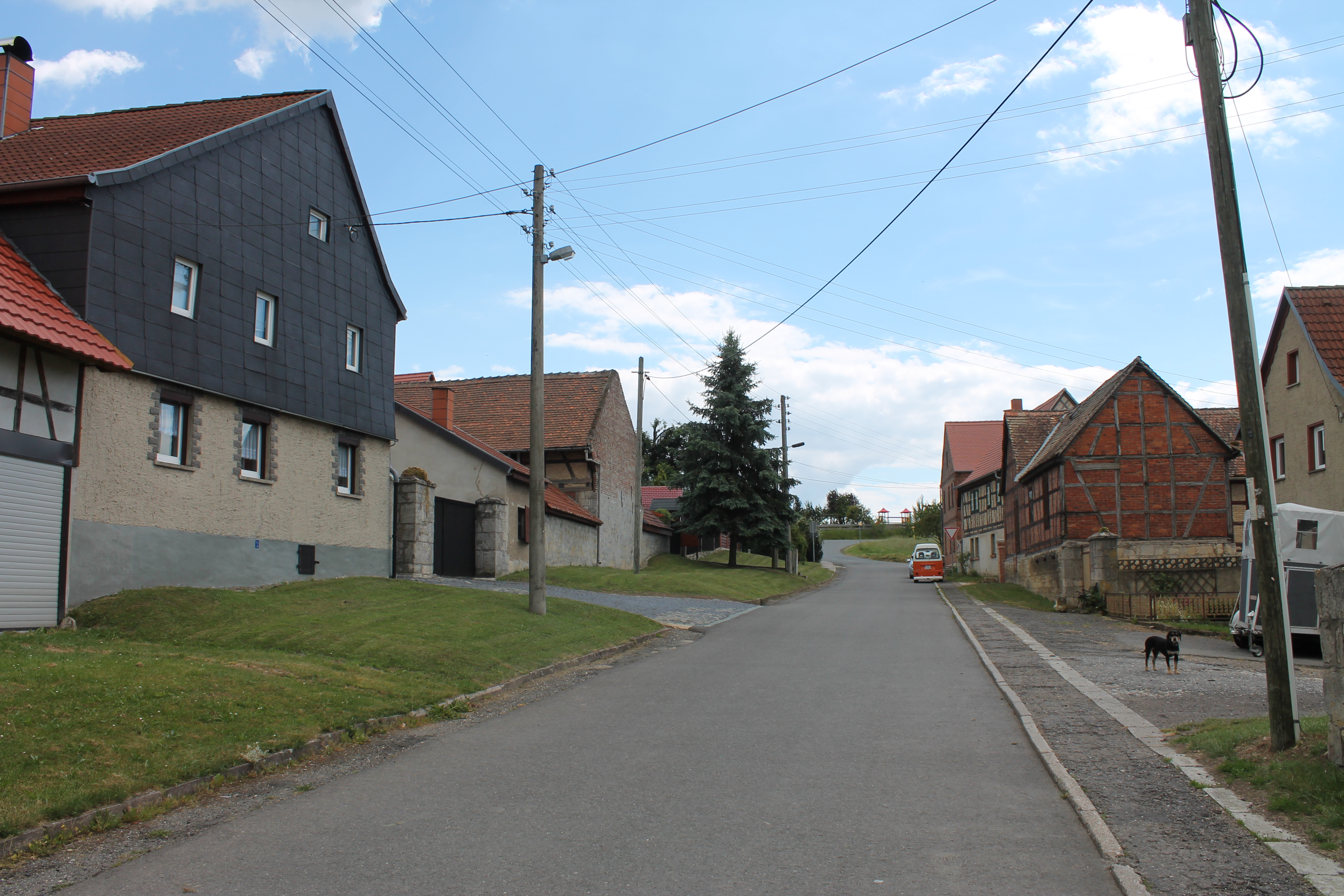
Ortsdurchfahrt

Rödigen ist ein Ortsteil der Gemeinde Lehesten bei Jena in Thüringen.

## Geographie

### Geographische Lage
Rödigen befindet sich auf der Ilm-Saale-Platte im Saale-Holzland-Kreis. Die Stadt Jena liegt ca. 7 km entfernt. Nach Weimar sind es 25 km und zur Landeshauptstadt Erfurt 50 km. Durch den Ort verläuft die Kreisstraße K 150. Die nächstgelegene Bundesstraße ist die B 88 4 km südlich im Saaletal und die nächste Autobahn die A 4 (15 km südlich).
| Lehesten (1,5 km) | Nerkewitz (3 km)                            |                            |
| Closewitz (3 km)  | Kompassrose, die auf Nachbargemeinden zeigt | Gemeinde Neuengönna (7 km) |
|                   | Stadt Jena (7 km)                           |                            |

 Entfernungsangaben beziehen sich auf die Entfernung durch die kürzeste Straßenverbindung bis zum Ortszentrum.

### Rödiger Gemarkung
Das zu Rödigen gehörende Gebiet besteht im Süden aus den flachen Ackerflächen der Ilm-Saale-Platte. Im nördlichen Teil liegen die zum Gönnabach abfallenden Nordhänge des Nerkewitzer Grundes und kleinere Einsenkungen. An diesen Hängen befinden sich Wiesen und Waldgebiete. Die höchste Erhebung liegt bei ca. 359 m ü. NN.

## Geschichte

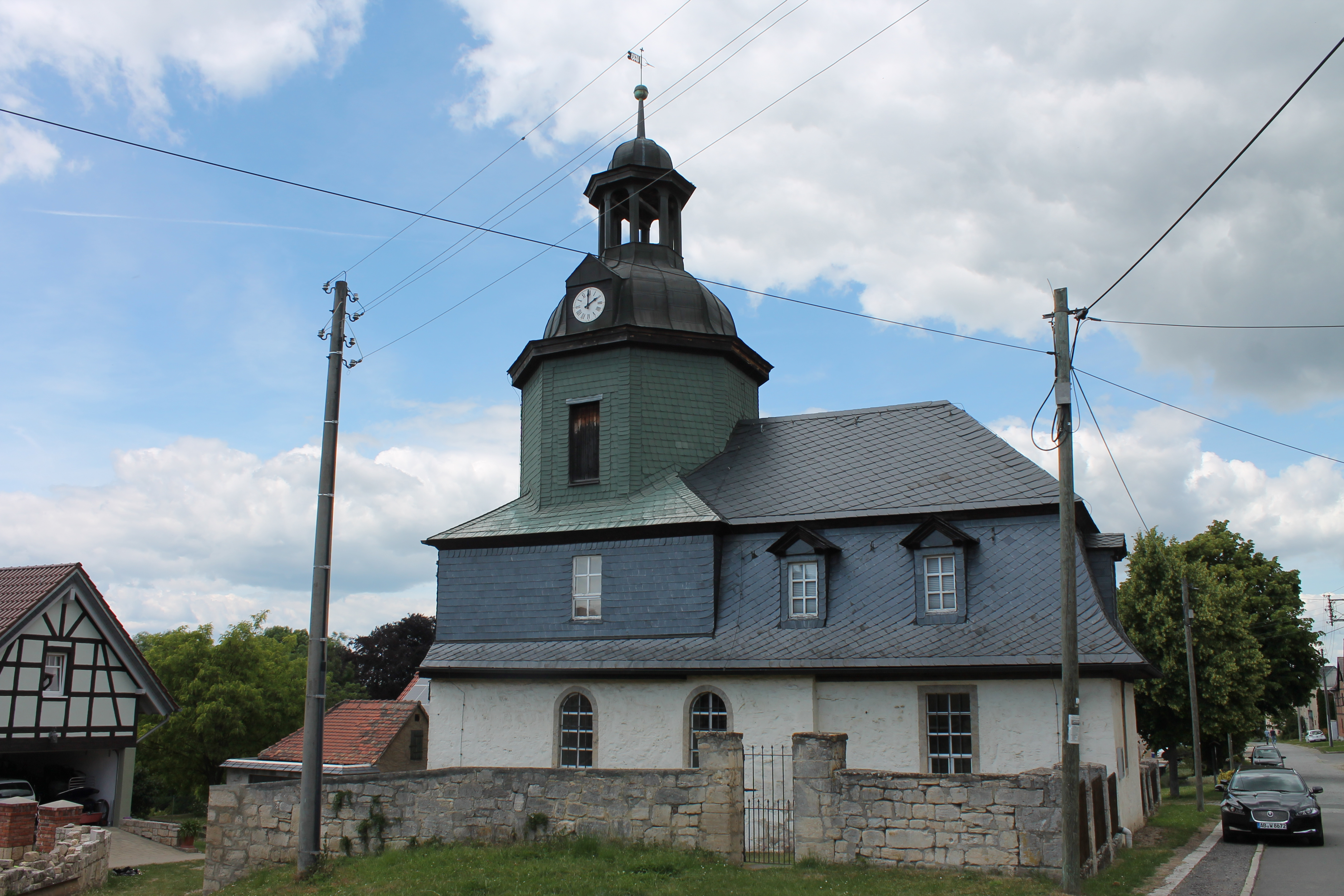
Die Kirche

Rödigen entstand als Rodungssiedlung im 12. bis 13. Jahrhundert. Davon leitet sich er Ortsname ab, der ursprünglich Rödchen (kleines Rod) lautete. Die ältesten schriftlichen Nennungen des Ortes fanden erst später statt, wobei sich die 600-Jahr-Feier des Dorfes im Jahr 2015 auf eine Urkunde von 1415 bezieht. Rödigen gehörte zur Herrschaft der Herren von Lobdeburg und ging Mitte des 15. Jahrhunderts in den Besitz der Wettiner über. Zwischen 1455 und 1491 wurde das Dorf an den Deutschen Orden verkauft und gehörte von 1507 bis 1809 zur Ordenskommende Lehesten. Anschließend kam es zum Königreich Sachsen und 1815 an das Herzogtum Sachsen-Weimar.
Jahrhundertelang behinderte der karge Boden einen wirtschaftlichen Aufschwung. Nur wenige der Hofstellen waren dauerhaft von Bauern oder Handwerkern bewohnt. 1626 überlebten nur 19 Einwohner eine Pestepidemie.

## Kultur und Sehenswertes

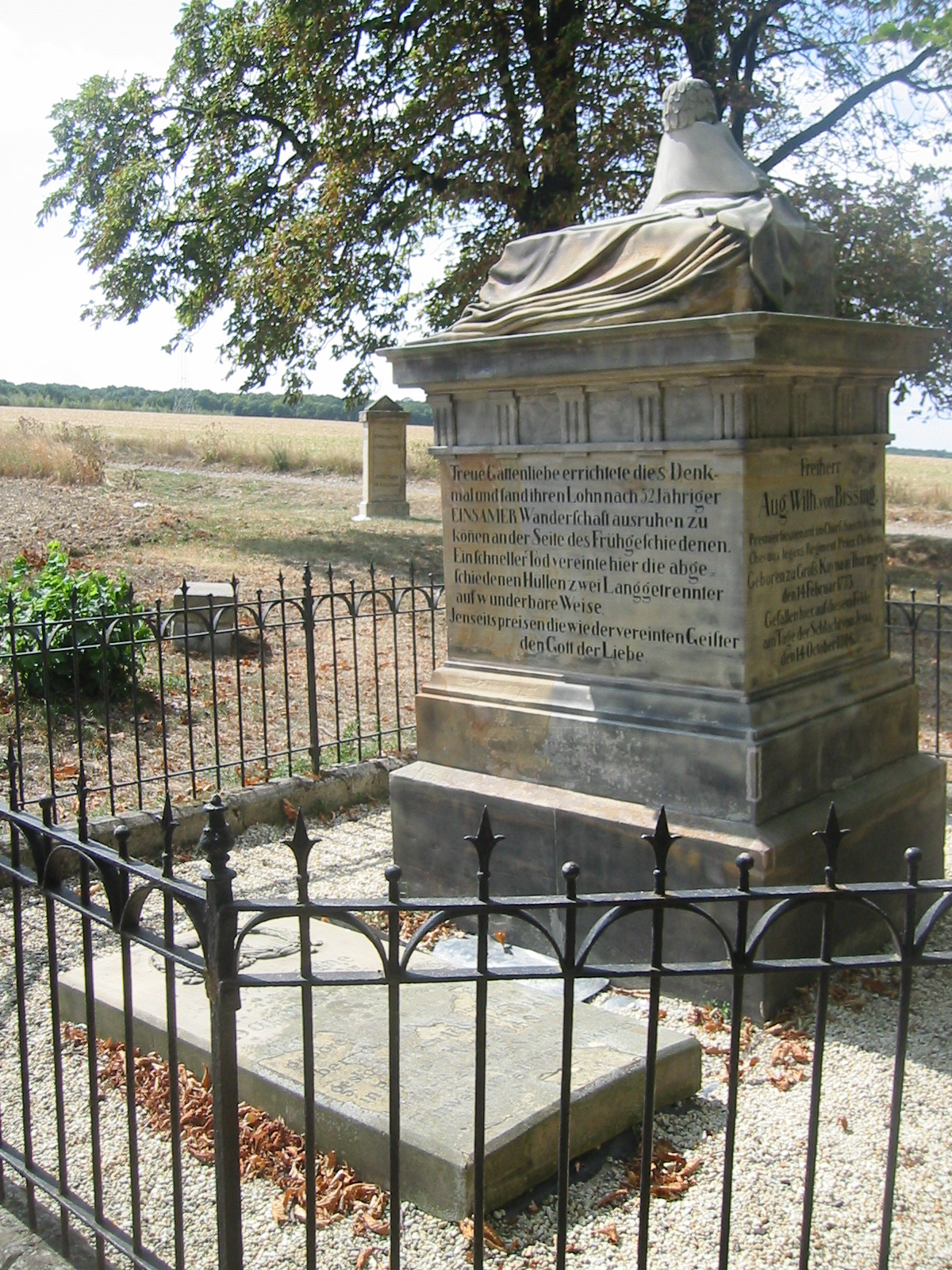
Bissing-Denkmal bei Rödigen (Saale-Holzland-Kreis)

### Kirche
Die Dorfkirche von Rödigen war Filialkirche der Pfarrei Nerkewitz und geht wahrscheinlich auf eine romanische Saalkirche zurück, die Anfang des 17. Jahrhunderts nach Osten erweitert wurde. Die ursprüngliche barocke Ausstattung, hölzerner Kirchturm und Mansarddach stammen aus den Jahren 1721 bis 1723. Ab 1963 wurde jahrzehntelang kein Gottesdienst abgehalten, das Gebäude verfiel. Erst in den Jahren 1989 bis 1993 kam es zur umfassenden Renovierung und Umgestaltung des Kircheninneren durch die Einrichtung eines Gemeindezentrums im Obergeschoss. Die Kirche gehört zum Kirchenkreis Jena.

### Bissingdenkmal
Westlich des Ortes, nahe der Straße nach Lehesten, befindet sich das Grabmal des sächsischen Premierleutnants August Wilhelm von Bissing. Es wurde 1858 auf Veranlassung seiner Witwe errichtet. Auf dem Weg zur Einweihungsfeier verstarb sie selbst und wurde neben ihrem Mann bestattet. Bissing starb an der Stelle, an der sich das Denkmal befindet, im Gefecht der Schlacht bei Jena im Jahr 1806.